# Трихолоспорум
Трихоло́спорум (лат. Tricholosporum) — род грибов-базидиомицетов, относящийся к семейству Рядовковые (Tricholomataceae).

## Описание
Плодовые тела шляпко-ножечные, мясистые, с лиловым или фиолетовым в окраске шляпки или ножки. Шляпка до 15 см в диаметре, голая, слабо клейкая, влажная или сухая. Гименофор пластинчатый, пластинки выемчато-приросшие.
Ножка до 2 см толщиной, до 15 см длиной, центральная, хрупкая или волокнистая, с гладкой, продольно-разлинованной, вросшеволокнистой или опушённая. Покрывала отсутствуют.
Споровый порошок белого цвета.
Споры неамилоидные, крестообразной формы. Базидии четырёхспоровые. Цистиды у большинства видов присутствуют.

## Экология и распространение
Широко распространённый в умеренной и тропической зоне род.

## Таксономия

### Виды
- Tricholosporum atroviolaceum (Murrill) T.J.Baroni
- Tricholosporum caraibicum Angelini et al.
- Tricholosporum cossonianum (Maire) P.-A.Moreau & Contu
- Tricholosporum goniospermum (Bres.) Guzmán ex T.J.Baroni — Трихолоспорум углоспоровый
- Tricholosporum laeteviolaceum D.A.Reid et al.
- Tricholosporum longicystidiosum Guzmán et al.
- Tricholosporum palmense J.Fernández et al.
- Tricholosporum porphyrophyllum (S.Imai) Guzmán ex T.J.Baroni
- Tricholosporum pseudosordidum (Singer) T.J.Baroni
- Tricholosporum subgoniospermum Bohus et al.
- Tricholosporum subporphyrophyllum Guzmán
- Tricholosporum tetragonosporum (Maire) Contu & Mua
- Tricholosporum tropicale Guzmán et al.
- Tricholosporum violaceum Halling & Franco-Mol.